# Neufmarteau
Neufmarteau est un hameau belge situé en province de Liège dans la commune de Jalhay.
Avant la fusion des communes de 1977, Neufmarteau faisait partie de la commune de Sart-lez-Spa. 

## Situation et description
Ce hameau ardennais est implanté sur la rive gauche de la Hoëgne le long d'une route de campagne en cul-de-sac qui se raccorde à la route nationale 640 Verviers-Francorchamps à proximité immédiate du village de Polleur (commune de Theux). L'altitude au bord de la Hoëgne avoisine les 230 m.
Jalhay se situe à 9,5 km au nord-est et le centre de Verviers se trouve à 9 km au nord du hameau.